# Heccszínház
A Heccszínház vagy korabeli német nevén Hetz-Theater a 18. század végi Pest állatviadalok céljára szolgáló épülete volt a mai Szent István-bazilika helyén. Az 1787 és 1796 között üzemelő, kétezer férőhelyes „amfiteátrum” működtetője Tuschl Sebestyén kávéház-tulajdonos volt. Oroszlánok, medvék, farkasok, szarvasok, ökrök és bikák szerepeltek rendszeresen az előadásokon, amelyekkel a heccmester vagy a rájuk uszított vérebfalka küzdött meg. 1796-ban a városi tanács a tűzveszélyességre hivatkozva az épületet lebontatta.
A Heccszínházat Gvadányi József megörökítette Egy falusi nótáriusnak budai utazása (1790), illetve Jókai Mór Eppur si muove – És mégis mozog a föld (1871) című művében.